# Robert Maitland
Pas d'image ? Cliquez ici

a Compétitions nationales et continentales officielles uniquement.

b Matchs officiels uniquement.
Robert Maitland est un joueur de rugby à XV international écossais évoluant au poste d'avant. Il joue également pour le club du Edinburgh Institute FP/Edinburgh Institution FP. Il est le frère Gardyne Maitland qui a également l'honneur de connaître des capes pour l'équipe nationale écossaise.

## Carrière
Il a disputé son premier test match le 19 mars 1881 contre l'équipe d'Angleterre, et son dernier test match a lieu contre l'équipe du pays de Galles, le 10 janvier 1885 dans le cadre du tournoi. Il joue 5 matchs internationaux, dont deux dans le cadre du tournoi. Robert Maitland est retenu pour la deuxième rencontre du tournoi britannique de rugby à XV 1885, un match nul contre l'équipe du pays de Galles. Dans chaque équipe, deux frères évoluent, l'un avec les avants, le deuxième avec les lignes arrières, Robert et Gardyne Maitland pour les Écossais opposés à Bob et Arthur Gould côté gallois.

## Statistiques en équipe nationale
- 5 sélections pour l'Écosse
- Sélections par année : 1 en 1881, 2 en 1882, 1 en 1884, 1 en 1885
- Participation à deux tournois en 1884, 1885